# Isopterygium capillipes
Isopterygium capillipes là một loài Rêu trong họ Hypnaceae. Loài này được (Sande Lac.) A. Jaeger mô tả khoa học đầu tiên năm 1878.